# Храм Троицы Живоначальной (Козьмодемьянск)
Храм Троицы Живоначальной (Церковь Пресвятой Троицы, Свято-Троицкая церковь) — храм Йошкар-Олинской епархии Русской православной церкви в городе Козьмодемьянске Республики Марий Эл. Памятник архитектуры.

## История
Храм построен в 1733 году. Колокольня сооружена в начале XIX века. В начале XX века в храме было три престола: главный — во имя Пресвятой Троицы, правый —  в честь Благовещения Пресвятой Богородицы и левый — в честь Страстной иконы Божией Матери. В храме хранился чудотворный список этой иконы, с которым ежегодно 4—18 июля совершался крестный ход в село Палец, где икона была обретена.
В 1938 году храм закрыли и передали под жильё. В 1989 году его вернули Русской православной церкви. В начале XXI века в храме есть главный престол во имя Святой Троицы и придел в честь Страстной иконы Божией Матери, а также приписана Стрелецкая часовня (1697).

## Архитектура
Основной объём храма построен в характерном для XVII века стиле, кубический. На четырёхскатном покрытии возвышается пятиглавие. С запада к кубу примыкает трапезная, соединённая с более поздней трёхъярусной четырёхгранной колокольней в духе позднего классицизма.